# Il boss delle torte - La sfida (quarta edizione)
La quarta stagione de Il boss delle torte - La sfida è stata trasmessa, negli Stati Uniti a partire dal 26 giugno al 19 agosto 2014; in Italia è stata trasmessa a partire dal 28 novembre 2014. Questa edizione ha visto dei cambiamenti nel format, il primo è la presenza di due giudici fissi: il chocolatier Jacques Torres e la proprietaria della famosa Magnolia Bakery Bobbie Lloyd. L'altro cambiamento consiste nel fatto che i concorrenti parteciperanno alla competizioni divisi in squadre di due. La squadra vincente riceverà un premio di 100.000 dollari e la possibilità di un apprendistato presso la sede della Pasticceria da Carlo presso The Venetian Resort Hotel Casino di Las Vegas.

## Concorrenti
In questa edizioni i concorrenti, un totale di venti, sono divisi in dieci squadra, ognuna delle quali identificata con un colore:
| Concorrente                         | Colore Squadra | Relazione                         | Città                         |
| ----------------------------------- | -------------- | --------------------------------- | ----------------------------- |
| Kai Delgado e Rox Bodell            | Rosso Scuro    | Zia e nipote                      | Salt Lake City, Utah          |
| Julie Voudrie e Danielle Voudrie    | Rosa           | Madre e figlia                    | Johnson City, Tennessee       |
| Barry Ackerman e Fred Isla          | Verde Acqua    | Colleghi                          | Las Vegas, Nevada             |
| David Duran e Elaine Duran          | Rosso          | Marito e moglie                   | Kissimmee, Florida            |
| Don Donneruno e Meredith Gulfman    | Marrone Chiaro | Collaboratori                     | Long Island, New York         |
| Ginger Soave e Brandy Smith         | Grigio         | Insegnante pasticciere e studente | Virginia Beach, Virginia      |
| Bethany Berend e Jennifer Livermore | Viola          | Migliori amiche                   | Tomball, Texas                |
| Al Watson e Lia Weber               | Blu            | Collaboratori                     | Saint Louis, Missouri         |
| Manny Agigian e Al DiBartolo        | Nero           | Amici e collaboratori             | Woolwich Township, New Jersey |
| Jose Barajas e Aimee Anderson       | Marrone Scuro  | Amici                             | Chula Vista, California       |

## Tabella eliminazioni
| Piazzamento                          | Colore Squadra                       | Episodio 1 | Episodio 2 | Episodio 3 | Episodio 4 | Episodio 5 | Episodio 6 | Episodio 7 | Episodio 8 | Episodio 9 | Episodio 10 |
| ------------------------------------ | ------------------------------------ | ---------- | ---------- | ---------- | ---------- | ---------- | ---------- | ---------- | ---------- | ---------- | ----------- |
| Vincitore della sfida del pasticcere | Vincitore della sfida del pasticcere | Rosa       |            |            | Rosso      |            | Viola      |            |            |            |             |
| 1                                    | Blu                                  | MIGLIORI   | PRIMI      | PRIMI      | MIGLIORI   | PRIMI      | ULTIMI     | ULTIMI     | PRIMI      | ULTIMI     | VINCITORI   |
| 2                                    | Nero                                 | MIGLIORI   | SALVI      | MIGLIORI   | MIGLIORI   | ULTIMI     | PRIMI      | ULTIMI     | ULTIMI     | PRIMI      | SECONDI     |
| 3                                    | Rosso Scuro                          | PRIME      | SALVE      | ULTIME     | MIGLIORI   | PRIME      | ULTIME     | ULTIME     | SALVE      | MIGLIORI   | TERZE       |
| 4                                    | Viola                                | SALVE      | ULTIME     | ULTIME     | MIGLIORI   | PRIME      | PRIME      | PRIME      | ELIMINATE  | ELIMINATE  |             |
| 5                                    | Marrone Scuro                        | SALVI      | PRIMI      | MIGLIORI   | MIGLIORI   | PRIMI      | PRIMI      | ELIMINATI  |            |            |             |
| 6                                    | Marrone Chiaro                       | SALVI      | PRIMI      | ULTIMI     | MIGLIORI   | SALVI      | ELIMINATI  |            |            |            |             |
| 7                                    | Rosso                                | ULTIMI     | SALVI      | PRIMI      | MIGLIORI   | ELIMINATI  |            |            |            |            |             |
| 8                                    | Rosa                                 | ULTIME     | ULTIME     | ELIMINATE  |            |            |            |            |            |            |             |
| 9                                    | Verde Acqua                          | SALVI      | ELIMINATI  |            |            |            |            |            |            |            |             |
| 10                                   | Grigio                               | ELIMINATE  |            |            |            |            |            |            |            |            |             |

     (VINCITORE) La squadra ha vinto lo show
     (SECONDO) La squadra si è piazzata al secondo posto
     (TERZO) La squadra si è piazzata al terzo posto
     (PRIMO) La squadra ha vinto la puntata
     (MIGLIORI) Le squadre hanno realizzato la miglior torta, ma non hanno vinto
     (SALVI/E) Le squadre salvate e che accedono alla puntata successiva
     (ULTIMI 2/3) Le squadre hanno realizzato la torta peggiore, ma non sono stati eliminati
     (ELIMINATI/E) Le squadre che sono state eliminate

## Episodi
| nº | Titolo originale          | Titolo italiano | Prima TV USA   | Prima TV Italia  |
| -- | ------------------------- | --------------- | -------------- | ---------------- |
| 1  | Empire State of Mind      | Episodio 1      | 24 giugno 2014 | 28 novembre 2014 |
| 2  | Sugar High                | Episodio 2      | 1º luglio 2014 |                  |
| 3  | Destination Wedding!      | Episodio 3      | 8 luglio 2014  |                  |
| 4  | Buddy's Winter BBQ        | Episodio 4      | 15 luglio 2014 |                  |
| 5  | Nightmare on Baker Street | Episodio 5      | 22 luglio 2014 |                  |
| 6  | Long Island Medium Cakes  | Episodio 6      | 29 luglio 2014 |                  |
| 7  | Gravity Defying Cakes     | Episodio 7      | 5 agosto 2014  |                  |
| 8  | Sexiest Cakes Alive       | Episodio 8      | 12 agosto 2014 |                  |
| 9  | Wow Cakes                 | Episodio 9      | 12 agosto 2014 |                  |
| 10 | Sexiest Cakes Alive       | Episodio 10     | 19 agosto 2014 | 16 gennaio 2015  |